# Dysstroma flavidula
Dysstroma flavidula är en fjärilsart som beskrevs av Max Joseph Bastelberger 1907. Dysstroma flavidula ingår i släktet Dysstroma och familjen mätare. Inga underarter finns listade i Catalogue of Life.